# مارغريتا جوير
مارغريتا جوير (بالإسبانية: Margarita Geuer)‏ (3 مايو 1966 بإشبيلية في إسبانيا - ) هي لاعبة كرة سلة إسبانية في مركز الوسط، شاركت في الألعاب الأولمبية الصيفية 1992.

## وصلات خارجية
- مارغريتا جوير على موقع الاتحاد الدولي لكرة السلة (الإنجليزية)
- مارغريتا جوير على موقع سبورتس رفرنس (الإنجليزية)
- مارغريتا جوير على موقع أوليمبيديا (الإنجليزية)